# Paragerydus permagnus
Paragerydus permagnus är en fjärilsart som beskrevs av Hans Fruhstorfer 1913. Paragerydus permagnus ingår i släktet Paragerydus och familjen juvelvingar. Inga underarter finns listade i Catalogue of Life.